# Lamas (Peru)
Lamas ist eine Kleinstadt in der Region San Martín in Nord-Peru, 22 km von Tarapoto entfernt. Lamas ist Verwaltungssitz der gleichnamigen Provinz Lamas und des gleichnamigen Distrikts Lamas. Beim Zensus 2017 wurden 11.444 Einwohner gezählt. 10 Jahre zuvor lag die Einwohnerzahl bei 8883. Die Stadt liegt auf einer Höhe von 809 m in den östlichen Voranden.
Die Bewohner werden Lamistas genannt. Die indigene Bevölkerung spricht das sogenannte Lamas-Quechua. Genanalysen lassen darauf schließen, dass die Einwohner aus der Amazonasregion einwanderten. Die traditionellen Häuser im Bezirk Wayku haben keine Fenster. Nach dem Glauben der Bewohner kann damit verhindert werden, dass böse Geister in das Haus eindringen.